# Gralewo (województwo warmińsko-mazurskie)
Gralewo (niem. Grallau) – wieś w Polsce położona w województwie warmińsko-mazurskim, w powiecie działdowskim, w gminie Płośnica.
W okresie międzywojennym stacjonowała tu placówka Straży Celnej „Gralewo”.
W latach 1975–1998 miejscowość administracyjnie należała do województwa ciechanowskiego.